# Ordgarius acanthonotus
Ordgarius acanthonotus là một loài nhện trong họ Araneidae.
Loài này thuộc chi Ordgarius. Ordgarius acanthonotus được Eugène Simon miêu tả năm 1909.